# یوهان اگیدیوس باخ
یوهان اگیدیوس باخ (آلمانی: Johann Aegidius Bach؛ ۹ فوریه ۱۶۴۵ – نوامبر ۱۷۱۶) یک آهنگساز، نوازندهٔ ارگ و ویولا و رهبر ارکستر اهل آلمان بود.
او عموی یوهان سباستیان باخ بود.